# Nakonvirales
Nakonvirales ist eine Ordnung mariner Archaeenviren mit Kopf-Schwanz-Aufbau (englisch archaeal tailed viruses, arTVs) – diese Morphologie weist sie als Mitglieder der Klasse Caudoviricetes aus.
Die Ordnung wurde im März 2023 vom International Committee on Taxonomy of Viruses (ICTV) mit zwei Familien (Ahpuchviridae und Ekchuahviridae) eingerichtet.
Die zu diesem Zeitpunkt bekannten Vertreter der Nakonvirales stammen aus Hydrothermalschloten in Tiefseebecken im Golf von Kalifornien und waren mit Archaeen der Ordnung Methanophagales (früher ANME-1, Euryarchaeota) assoziiert, die sie vermutlich parasitieren.

## Beschreibung

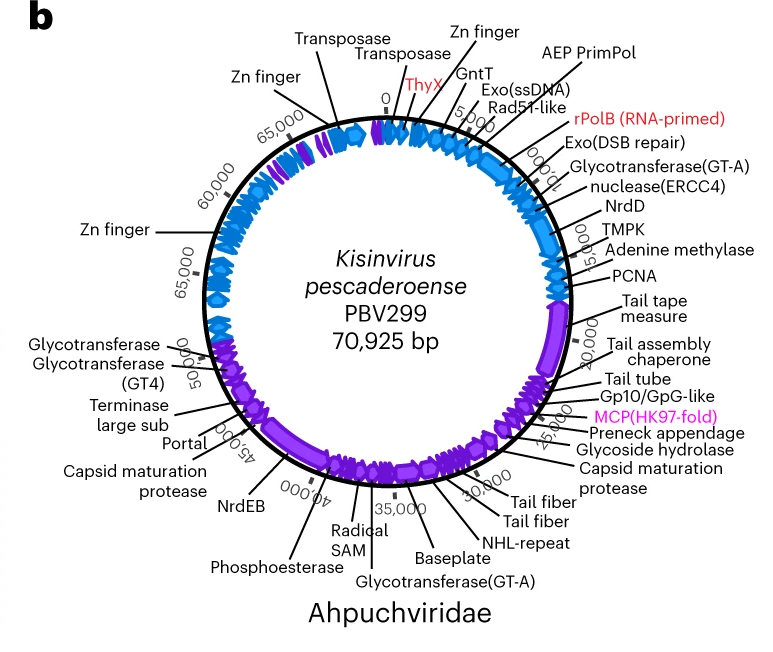
Genomkarte von Kisinvirus pescaderoense PBV299

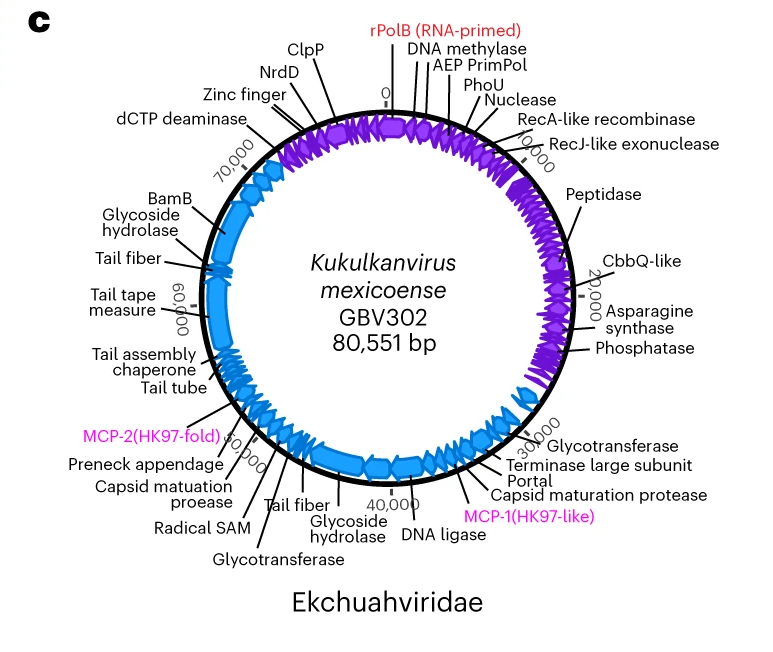
Genomkarte von Kukulkanvirus mexicoensee GBV302

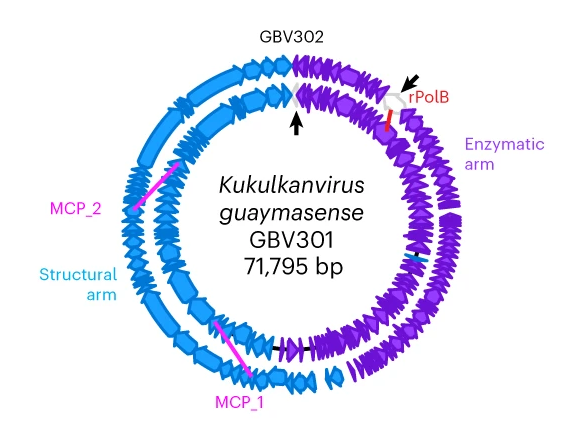
Zirkuläres Alignment der beiden Genome von Kukulkanvirus guaymasense GBV301. Schwarze Pfeilspitzen zeigen die ursprünglichen Start- und Endpunkte des Contig in jedem Assembly an

Die Familie Ahpuchviridae umfasst eine einzige Art, Kisinvirus pescaderoense mit dem Virus PBV299. PBV299 hat ein dsDNA-Genom mit einer Länge von 70.925 bp und besitzt und außer den für die Klasse Caudoviricetes typischen morphogenetischen Genen noch Gene, die für eine DNA-Polymerase der Familie B mit RNA-Primer (englisch RNA-primed family B DNA polymerase), eine sowohl bei Archaeen als auch bei Eukaryoten vorkommende Primase (englisch archaeo-eukaryotic primase) und ein Proliferating-Cell-Nuclear-Antigen (PCNA) kodieren.
Die Viren der Familie Ekchuahviridae kodieren zwei divergente HK97-artige Hauptkapsidproteine (HK97-MCPs) mit ihren eigenen Proteasen für die Reifung des Kapsids.
MCP-1 ist wahrscheinlich sehr alt und seit jeher konserviert, während MCP-2 offenbar von Viren der Familie Haloferuviridae (Kirjokansivirales) horizontal übertragen wurde. Ihr großer phylogenetischer Abstand deutet auf eine lange Koexistenz und Koevolution der beiden Teile bei den Ekchuahviridae hin.
Alle anderen für den Kopf-Schwanz-Aufbau der Caudoviricetes typischen („kanonischen“) Strukturproteine werden jedoch als Einzelkopien kodiert.
Zu den Replikationsmodulen der Ekchuahviridae gehört ebenfalls eine DNA-Polymerase der Familie B mit RNA-Primer und eine Primase, wie sie bei Archaeen und Eukaryoten vorkommt.

## Systematik
Die Systematik der Nakonvirales ist gemäß International Committee on Taxonomy of Viruses (ICTV) mit Stand Anfang März 2025 wie folgt:
Ordnung: Nakonvirales
- Familie Ahpuchviridae (Morphotyp): Siphoviren?[1]
  - Gattung Kisinvirus
    - Spezies Kisinvirus pescaderoense, mit
Methanophagales-Virus PBV299[7] (70,925 bp)
Fundort: Metagenom von einem Hydrothermalschlot im Pescadero-Becken (Golf von Kalifornien), Fels NA091-R008, Probenentnahme am 2. November 2017.[7]

- Familie Ekchuahviridae (Morphotyp): Siphoviren?[2]
  - Gattung Kukulkanvirus
    - Spezies Kukulkanvirus guaymasense, mit
Methanophagales-Virus GBV301 [Head-tailed virus GBV301][8] (80,551 bp)
Fundort: Metagenom von einem Hydrothermalschlot im Guaymas-Becken (Golf von Kalifornien), Cathedral Hill Gradient Site (weiße mikrobielle Matte), Probenentnahme am 24. Dezember 2016.[8]
    - Spezies Kukulkanvirus mexicoense
Methanophagales-Virus GBV302 [Head-tailed virus GBV301][9] (71,795 bp)
Fundort: wie bei GBV301, Probenentnahme ebenfalls am 24. Dezember 2016.[9]

## Namensherkunft
Einige Namen der Ordnung und der untergeordneten Taxa sind von Figuren der Maya-Mythologie abgeleitet:
- Ahpuchviridae – benannt nach Ah Puch, dem Gott des Todes in der Maya-Mythologie.
- Ekchuahviridae – benannt nach Ek Chuah, dem Schutzgott der Krieger und Kaufleute in der Maya-Mythologie.
- Kisinvirus – benannt nach Kisin, einem anderen Gott des Todes in der Maya-Mythologie.
  - Das Art-Epitheton pescaderoense ist neulateinisch mit der Bedeutung ‚vom Pescadero(-Becken)‘ (spanisch pescador ‚Fischer‘) bzw. ‚zum Pescadero-Becken gehörig‘ und nimmt damit Bezug auf den Fundort im Golf von Kalifornien.
- Kukulkanvirus – benannt nach Kukulkan, einer gefiederten Schlange der Maya-Mythologie.
  - Das Art-Epitheton guaymasense ist neulateinisch mit der Bedeutung ‚vom Guaymas-Becken‘ bzw. ‚zum Guaymas-Becken gehörig‘.
  - Das Art-Epitheton mexicoense ist ebenfalls neulateinisch mit der Bedeutung ‚von Mexiko‘ oder ‚zu Mexiko gehörig‘.